# Myodocarpaceae
Myodocarpaceae je malá čeleď vyšších dvouděložných rostlin z řádu miříkotvaré (Apiales). Jsou to dřeviny s květy v nápadných kulovitých okolících, rostoucí především na Nové Kaledonii.

## Charakteristika
Myodocarpaceae jsou povětšině stromy se střídavými složenými (řidčeji jednoduchými) listy nahloučenými na koncích větví. Složené listy jsou lichozpeřené, s celokrajnými nebo zubatými či pilovitými lístky. Květy jsou pravidelné, pětičetné, oboupohlavné nebo funkčně jednopohlavné, ve vrcholových latách složených z okolíků. Kališní lístky jsou na bázi srostlé v krátkou trubku, korunní lístky jsou volné. Tyčinek je 5. Semeník je spodní, srostlý ze 2 plodolistů, se 2 volnými čnělkami. Plodem je peckovice korunovaná vytrvalým kalichem (Delarbrea) nebo křídlatý schizokarp (Myodocarpus).

## Rozšíření
Čeleď Myodocarpaceae zahrnuje 19 druhů ve 2 rodech. Je rozšířena od východní Malajsie po severovýchodní Austrálii a Novou Kaledonii.

## Taxonomie
Čeleď Myodocarpaceae byla popsána v roce 2001. Oba rody byly předtím součástí čeledi aralkovité (Araliaceae). S ní měly společný především dřevnatý charakter a některé znaky byly blíže čeledi miříkovité (Apiaceae): semeník ze dvou plodolistů, korunní lístky se zahnutým vrcholem, poltivé plody.
Podle kladogramů APG jsou Myodocarpaceae sesterskou větví čeledi miříkovité (Apiaceae).

## Přehled rodů
Delarbrea, Myodocarpus